# Hrabstwo Chautauqua (Kansas)

Piramida wieku hrabstwa

Hrabstwo Chautauqua – hrabstwo położone w USA w stanie Kansas z siedzibą w mieście Sedan. Założone 25 marca 1875 roku. Nazwa hrabstwa pochodzi od nowojorskiego hrabstwa Chautauqua.

## Miasta
- Sedan
- Cedar Vale
- Peru
- Niotaze
- Chautauqua
- Elgin

## Sąsiednie Hrabstwa
- Hrabstwo Elk
- Hrabstwo Montgomery
- Hrabstwo Washington
- Hrabstwo Osage
- Hrabstwo Cowley

## Drogi główne
- U.S. Route 166
- Kansas Highway 38
- Kansas Highway 99